# Storia dei Cincinnati Bengals

Il logo dei Bengals.

I Cincinnati Bengals sono un club di football americano professionistico nato nel 1967 con base a Cincinnati. Questa voce approfondisce la storia della franchigia dalla fondazione ad oggi.

## Origini
Nel 1967 un gruppo di investitori di Cincinnati guidato da Paul Brown ottenne una franchigia nella American Football League.
Come fondatore e capo-allenatore dei Cleveland Browns dal 1946 al 1962, Brown guidò la squadra a una percentuale di vittorie di 75,9% e a sette vittorie del campionato, inclusi quattro dell'All-America Football Conference. I Browns furono i campioni di quella lega in ognuno dei suoi quattro anni di esistenza. Quando la AAFC chiuse dopo la stagione 1949, i Browns, assieme ai San Francisco 49ers e alla prima incarnazione dei Baltimore Colts, furono assorbiti dalla National Football League.
Brown fu riconosciuto come un innovatore per il suo approccio agli allenamenti, alla programmazione delle partite e al gioco sui passaggi. Tuttavia, Brown vendette la sua quota di maggioranza nel club bel 1961 all'imprenditore Art Modell. Il 9 gennaio 1963, Modell licenziò in maniera controversa Brown. Molti ritennero che Modell fosse stanco delle critiche e della gestione autarchica di Browns; altri affermarono che fu per la decisione di Brown di ottenere in uno scambio il running back vincitore dell'Heisman Trophy della Syracuse University Ernie Davis, che era stato scelto nel Draft dai Washington Redskins, senza metterne al corrente Modell. Tuttavia, a Davis fu diagnosticata la leucemia poco dopo. Brown non voleva far giocare Davis mentre Modell insistette che poteva esserne in grado. Il rapporto tra Paul Brown e Art Modell, che non era stata positivo nemmeno inizialmente, si deteriorò ulteriormente. Davis morì il 18 maggio 1963.
Nel 1966 Paul Brown volle di nuovo essere coinvolto nel football professionistico. James A. Rhodes, l'allora governatore dell'Ohio, lo convinse che lo stato necessitava di una seconda squadra. Cincinnati fu ritenuta la scelta più logica dove insediarla.
Brown chiamò la squadra "Bengals" per "darle un collegamento col passato football professionistico a Cincinnati". Un'altra squadra chiamata Bengals era esistita in città, ed aveva militato in un'altra lega chiamata American Football League dal 1937 al 1942. Probabilmente per sfregio a Art Modell, Paul Brown scelse l'esatta sfumatura di arancione della sua ex squadra, aggiungendo il nero come colore secondario. Brown scelse un logo molto semplice: la parola "BENGALS" in caratteri neri. Ironicamente, uno dei potenziali modelli per il casco rifiutati da Brown aveva un motivo a strisce, poi utilizzato dalla franchigia a partire dal 1981 e ancora in uso.
Brown, tuttavia, non era un sostenitore della rivale American Football League, affermando: "Non ho pagato dieci milioni di dollari per essere nella AFL". Acconsentì ad entrare nella AFL solo quando gli fu garantito che sarebbe diventata una franchigia della NFL dopo l'imminente fusione tra le due leghe.
Ci fu inoltre una complicazione: i Cincinnati Reds della Major League Baseball erano alla ricerca di una struttura con cui sostituire l'obsoleto Crosley Field, utilizzato dal 1912. Problemi coi parcheggi avevano afflitto la città fin dagli anni cinquanta e la città di New York, dopo avere perso nel 1957 entrambe le proprie franchigie della National League, i Dodgers e i Giants in favore di Los Angeles e San Francisco, rispettivamente, stava attivamente corteggiando Powel Crosley per spostare lì il club. Tuttavia, Crosley fu granitico nel voler mantenere i Reds a Cincinnati e tollerò i sempre maggiori problemi del Crosley Field, incrementati dal fatto che la Millcreek Expressway (I-75) avrebbe dovuto passare proprio in quella zona.
Con l'aiuto del governatore dell'Ohio James A. Rhodes, la Contea di Hamilton e il Consiglio della città di Cincinnati acconsentirono a costruire una struttura multifunzionale sul lungofiume nella zona fatiscente della città. Questa dovette essere completata per l'inizio della stagione 1970 e fu ufficialmente chiamata Riverfront Stadium.

## Stagioni nella AFL
Nelle sue prime due stagioni, il club giocò al Nippert Stadium, casa in seguito dei Bearcats della University of Cincinnati. Il 6 settembre i Bengals disputarono la loro prima partita di stagione regolare a San Diego, perdendo contro i Chargers 29–13. La prima vittoria giunse la settimana successiva in casa contro i Denver Broncos 24–10. La prima vittoria in trasferta fu contro i Miami Dolphins per 38–21 il 17 novembre. La squadra terminò la sua prima stagione con un record 3-11, col running back rookie Paul Robinson che fu uno dei giocatori più positivi, correndo 1.023 e venendo premiato come Rookie of the Year della AFL.
Il fondatore Paul Brown allenò la squadra nelle sue prime tre stagioni, accumulando 15 vittorie, 27 sconfitte e un pareggio. Una delle strategie nel Draft di Brown fu di scegliere nel draft giocatori con un'intelligenza sopra la media. Il punter/wide receiver Pat McInally frequentò l'Università di Harvard e il linebacker Reggie Williams il Dartmouth College, servendo contemporaneamente nel Consiglio cittadino di Cincinnati mentre era nel roster dei Bengals. A causa di questa politica, ebbero in seguito carriera nelle reti televisive e nell'arte. Inoltre, Brown aveva una predilezione per individuare e riconoscere talenti per il football professionistico in luoghi insoliti.

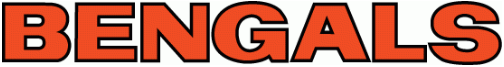
Il logo wordmark utilizzato dal 1971 al 1996.

Dopo avere terminato la stagione 1969 ancora all'ultimo posto nella Western Conference con un record di 4-9, nel 1970 i Bengals disputarono la loro prima stagione nella National Football League. Il 20 dicembre, nell'ultima gara dell'anno, batterono i Boston Patriots 45-7 aggiudicandosi il loro primo titolo della AFC Central solamente al loro terzo anno di vita. Nella loro prima apparizione ai play-off, i Bengals furono sconfitti per 17–0 a Baltimora dai futuri vincitori del Super Bowl V, i Baltimore Colts.

## Anni settanta
Nelle due stagioni successive, la squadra non riuscì a rimanere in vetta alla division, terminando con un record di 4-10 nel 1971 e 8-6 nel 1972. In quest'ultimo anno si impose come titolare il quarterback Ken Anderson, la prima stella della franchigia, che divenne uno dei passatori più prolifici della lega. I Bengals tornarono a vincere la division nel 1973, perdendo contro i Miami Dolphins nel primo turno di playoff. Dopo un'annata da 7-7 nel 1974, la squadra tornò ai playoff con un record di 11-3 nel 1975, venendo subito eliminata dagli Oakland Raiders. Dopo quella partita, Brown annunciò il proprio ritiro dopo 45 anni di carriera da allenatore, all'età di 67 anni.

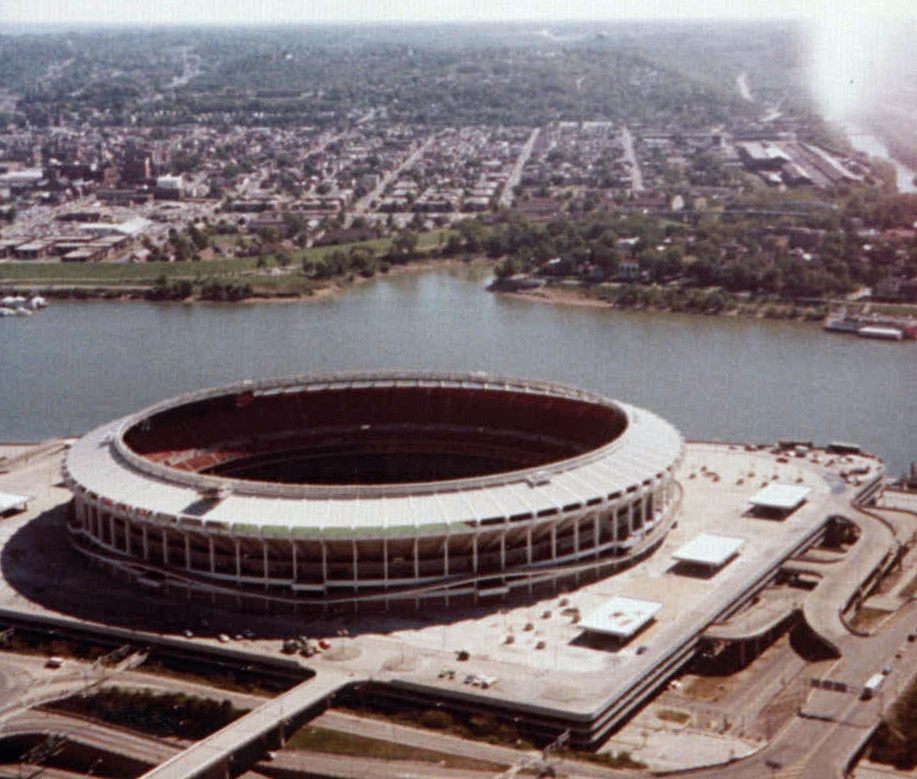
I Bengals giocarono al Riverfront Stadium dal 1970 al 1999.

Bill Johnson fu nominato successore di Brown. Malgrado due stagioni con record positivi nel 1976 e nel 1977, si classificò sempre al secondo posto della division, non qualificandosi mai ai playoff. Si dimise dopo avere perso tutte le prime cinque gare della stagione 1978, venendo sostituito da Homer Rice che ebbe ancora meno successo, con due stagioni da 4-12, all'ultimo posto nella division.

## Anni ottanta
Nel 1980, i Bengals assunsero l'Hall of Famer Forrest Gregg come quarto capo-allenatore della storia della franchigia. In possesso della terza scelta assoluta nel Draft NFL 1980, la squadra scelse da USC l'offensive tackle Anthony Muñoz. La selezione fu vista all'epoca come un azzardo dati i suoi problemi al ginocchio e la sua statura e peso limitati. Muñoz invece divenne titolare nella sua stagione da rookie, divenendo un punto fisso come tackle sinistro dei Bengals, andando a diventare uno dei più grandi uomini della linea offensiva della storia della NFL. Nella prima stagione con Gregg alla guida, il record della squadra migliorò leggermente, salendo a 6 vittorie e 10 sconfitte, ma finì ancora all'ultimo posto nella division.
Nella prima gara della stagione 1981, contro i Seattle Seahawks, Ken Anderson subì tre intercetti nel primo tempo, coi Seahawks che si portarono in vantaggio 21-0 all'intervallo. Coach Gregg decise di mettere in panchina Anderson nel secondo tempo, sostituendolo con Turk Schonert, che portò la squadra alla rimonta vincendo per 27–21. Malgrado la cattiva prestazione in quella gara, Anderson finì col disputare la miglior stagione della carriera, venendo nominato MVP della NFL e guidando i Bengals al Super Bowl XVI. Nelle successive 15 gare della stagione lanciò solamente 7 intercetti e per la terza volta in carriera guidò la NFL in yard passate. Nell'ultima gara della stagione regolare, Cincinnati batté gli Atlanta Falcons 30–28, aggiudicandosi la vittoria della division con un record di 12-4.

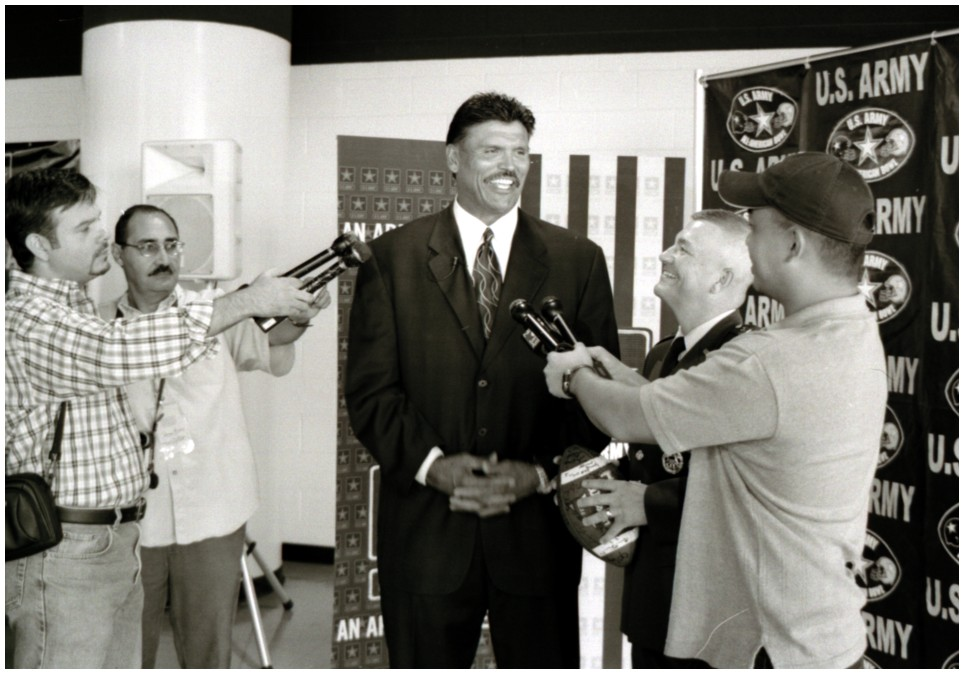
L'offensive tackle Anthony Muñoz.

Il 3 gennaio 1982, Cincinnati ospitò la sua prima gara di playoff, in cui i Bengals batterono i Buffalo Bills 28–21 al Riverfront Stadium. Fu la prima vittoria nella postseason della storia della franchigia. La settimana successiva, in una gara passata alla storia col nome di Freezer Bowl, i Bengals ebbero la meglio sui San Diego Chargers nella finale della AFC per 27–7. Fu la più fredda partita della storia della NFL: l'aria fredda portò a iniziare la gara con una temperatura di −45 °C. Gli offensive lineman dei Bengals scesero in campo con le tradizionali divise a maniche corte per intimidire gli avversari, abituati al più caldo clima della California.
Il 24 gennaio 1982 la squadra scese in campo al Silverdome di Detroit nel Super Bowl XVI, il primo della storia della franchigia, contro i San Francisco 49ers. Fu il primo Super Bowl dal Super Bowl III a vedere la presenza di due squadre che non vi si erano mai qualificate in precedente. I Bengals compirono diversi sbagli durante la partita: dopo avere recuperato un fumble dei 49ers nel kickoff di apertura, Cincinnati resistuì il pallone a San Francisco subendo un intercetto, coi 49ers che segnarono un touchdown nel successivo possesso. Successivamente, un fumble costò ai Bengals una marcatura quasi sicura, concedendo ai 49ers un field goal. Alla fine del primo tempo, San Francisco guidava per 20-0, all'epoca il massimo vantaggio della storia dell'evento dopo i primi due quarti. I Bengals cercarono la rimonta nel secondo tempo, segnando 15 punti ma perdendo numerosi palloni. Cincinnati finì con l'essere sconfitta 26–21 malgrado avesse guadagnato 356 yard contro le sole 274 di San Francisco e stabilì tre record del Super Bowl: maggior numero di ricezioni da parte di un giocatore (11 di Dan Ross), maggior numero di passaggi completati (25 da Ken Anderson) e miglior percentuale di completamento dei passaggi (73,5).
Nel 1982 la stagione regolare fu accorciata 9 partite per uno sciopero dei giocatori. Nell'ultima gara, i Bengals batterono gli Houston Oilers 35–27, vincendo nuovamente il titolo di division. In quella gara, Ken Anderson stabilì un record NFL completando 20 passaggi consecutivi. Per la quarta volta, la seconda consecutiva, guidò la NFL in yard passate, completando il 70,55% dei suoi passaggi, un altro record NFL stagionale. La settimana seguente, Cincinnati fu battuta in casa dai New York Jets nel primo turno di playoff. La stagione successiva terminò solo con un record di 7-9 fuori dai playoff, in quella che fu l'ultima annata di Gregg come allenatore.

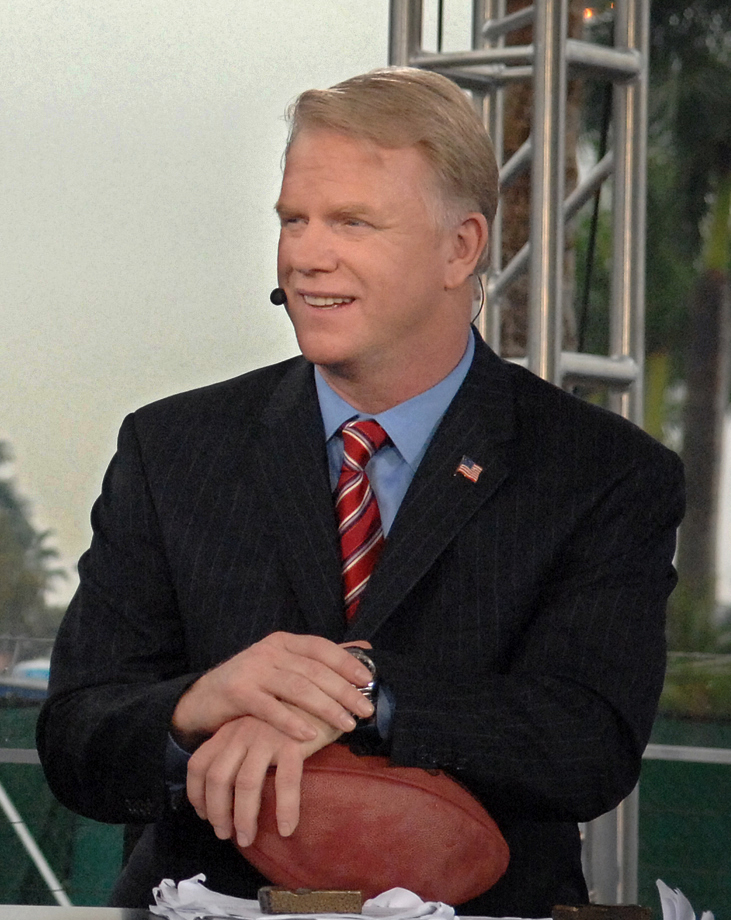
Boomer Esiason divenne il quarterback titolare dei Bengals nel 1985.

Nel 1984 fu assunto come allenatore Sam Wyche che nella sua prima stagione terminò con un record di 8-8. Dopo avere terminato le ultime annate con più intercetti che touchdown passati, nella terza gara della stagione 1985, Anderson fu sostituito da Boomer Esiason, che da quel momento divenne il quarterback titolare dei Bengals, che conclusero l'anno al secondo posto della division con un bilancio di 7-9. Nel 1986, malgrado un record di 10-6 la squadra non riuscì ancora a tornare ai playoff. Esiason nell'ultima gara della stagione contro i Jets stabilì un record di franchigia passando 5 touchdown nella vittoria per 52-21, in quella che fu l'ultima gara in carriera per Ken Anderson. Nel 1987 Cincinnati precipitò invece a un record di 4-11, in un'annata con una partita in meno nel calendario a causa di un nuovo sciopero dei giocatori.
Il 4 settembre 1988, i Bengals aprirono la stagione contro i Phoenix Cardinals. Uno sforzo difensivo nel primo e nell'ultimo drive consentirono di conservare la vittoria per 21–14, dimostrando che la squadra poteva vincere partite equilibrate nella nuova stagione, dopo avere subito diverse sconfitte in gare punto a punto nella precedente. Il 16 ottobre, dopo avere guidato la squadra a vincere tutte le prime sei gare della stagione, Boomer Esiason, stabilì un primato negativo di franchigia, subendo 5 intercetti nella sconfitta contro i New England Patriots. Nell'ultima gara della stagione regolare, il kicker dei Bengals Jim Breech segnò un field goal nei supplementari, consentendo alla sua squadra di superare i Washington Redskins 20–17. La vittoria portò la squadra a un record di 12–4 e alla vittoria del quinto titolo della AFC Central division. Boomer Esiason finì col miglior passer rating della lega e fu premiato come MVP della NFL.

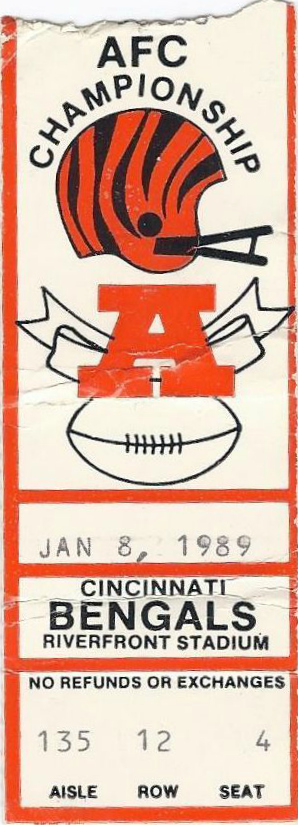
Un biglietto per la finale della AFC della stagione 1988-89 tra Bengals e Bills

Il 31 dicembre 1988, Cincinnati ospitò la sua quarta gara di playoff. In un Riverfront Stadium esaurito in ogni ordine di posto, la squadra batté i Seattle Seahawks 21–13. Otto giorni dopo, con la vittoria per 21-10 sui Buffalo Bills nella finale della AFC, la franchigia raggiunse il secondo Super Bowl della sua storia.
Il 22 gennaio 1989, i Bengals ottennero la rivincita contro i 49ers nel Super Bowl XXIII, ma persero 20–16 al Joe Robbie Stadium di Miami. Alcuni sfortunati eventi impedirono alla squadra di catturare il suo primo titolo di campione. La notte prima della gara, il fullback Stanley Wilson soffrì un'overdose di cocaina e non poté partecipare alla gara. Il capo-allenatore Sam Wyche fu costretto a cambiare i piani per la partita poche ore prima del kickoff apertura. Il nose tackle All-Pro dei Bengals Tim Krumrie si ruppe la gamba in tre punti mentre stava tentando di mettere a segno un placcaggio su Roger Craig all'inizio del primo quaerto. All'inizio dell'ultimo periodo, il cornerback di Cincinnati Lewis Billups si fece sfuggire un sicuro intercetto nella end zone che avrebbe sigillato la vittoria dei Bengals. Jerry Rice dei 49ers segnò invece nella giocata successiva. Malgrado tutte queste avversità, la gara si mantenne equilibrata e i Bengals comandavano ancora sui 49ers negli ultimi minuti di gara quando Joe Montana guidò un memorabile drive che si concluse col touchdown del sorpasso di John Taylor a soli 34 secondi dal termine.
In una division competitiva, nel 1989 i Bengals passarono dal primo all'ultimo posto con un record di 8-8. Da segnalare in quella stagione il primo Monday Night Football al Riverfront Stadium contro i rivali statali dei Brows, battuti 21-14.

## Anni novanta
Il 7 ottobre 1990, Esiason stabilì un nuovo primato di franchigia passando 490 yard nella vittoria sui Los Angeles Rams. Nell'ultima gara della stagione, la squadra batté i Browns e con quella vittoria tornò ad assicurarsi il titolo di division con un bilancio di 9-7. Nel primo turno di playoff, giocato in casa, i Bengals batterono gli Oilers con un sonoro 41-14. Furono eliminati la settimana successiva dai Los Angeles Raiders, in una gara ricordata per l'infortunio che pose fine alla carriera del running back avversario Bo Jackson.
Il leggendario Paul Brown morì nel 1991. Questi aveva già trasferito il controllo della squadra nelle mani di suo figlio, Mike Brown, ma si riteneva influenzasse ancora le decisioni quotidiane del club. Poco dopo la sua morte, le fortune dei Bengals mutarono in peggio per un lungo periodo di tempo. Il 1991 fu anche l'ultimo anno Sam Wyche come capo-allenatore. Dopo avere terminato quella stagione con un record di 3-13, il presidente e amministratore delegato dei Bengals Mike Brown insistesse che Wyche si dimettesse mentre l'allenatore voleva che Brown lo licenziasse.
David Shula (figlio del leggendario allenatore dei Dolphins Don Shula) fu promosso da allenatore dei wide receiver a capo-allenatore nel 1992, diventando il coach più giovane della lega. Nella sua prima stagione terminò all'ultimo posto della division con un record di 5-11. A fine anno, il quarterback Esiason fu scambiato coi Jets per una scelta del terzo giro del Draft. Ancora peggio andò nelle due stagioni successive, terminate entrambe con un record di 3-13. L'ultima stagione completa di Shula fu quella del 1995, terminata con un record di 7-9. Dopo una partenza con un record di 1-6 nel 1996 Shula si dimise e il coordinatore offensivo Bruce Coslet fu promosso nel ruolo di capo-allenatore. Anche se la squadra non riuscì a raggiungere i playoff, Coslet la guidò a un record parziale di 7-2, con l'attacco che tornò ad essere uno dei primi dieci della lega, guidato dai ricevitori Carl Pickens e Darnay Scott e dal quarterback Jeff Blake.
Anche se la squadra peggiorò leggermente nel 1997, terminato con un bilancio di 7-9, l'attacco finì ancora tra i primi dieci per punti segnati e yard guadagnate. Molto del merito fu per il ritorno di Boomer Esiason, che i Bengals avevano riacquistato nell'estate precedente, che sostituì l'inefficace Blake nelle ultime cinque gare della stagione. Esiason vinse quattro di quelle partite come titolare, con l'unica sconfitta che venne contro i Philadelphia Eagles dove lanciò quattro passaggi da touchdown, solo per essere battuto con un field goal nel finale. Esiason passò 13 touchdown a fronte di due soli intercetti nel limitato tempo a disposizione. Anche se le statistiche di Scott e Pickens diminuirono notevolmente, l'attacco trovò una nuova stella nel running back rookie Corey Dillon, che guadagnò oltre 1.100 yard in sole sei presenze come titolare.
Nel 1998 i Bengals precipitarono a un record di 3-13. Coslet decise di affidare il ruolo di quarterback titolare al veterano Neil O'Donnell, appena svincolato da un contratto milionario firmato coi Jets soltanto due stagioni prima. O'Donnell, Blake e Paul Justin si alternarono tutti nel ruolo di titolare quell'anno, con O'Donnell che guidò la squadra in vittorie, solamente due. Malgrado ciò, Pickens tornò in forma guidato la squadra in ricezioni e yard ricevute, mentre Scott in touchdown, con sette. Dillon l'halfback titolare a tempo pieno e superò ancora le 1.100 yard corse.

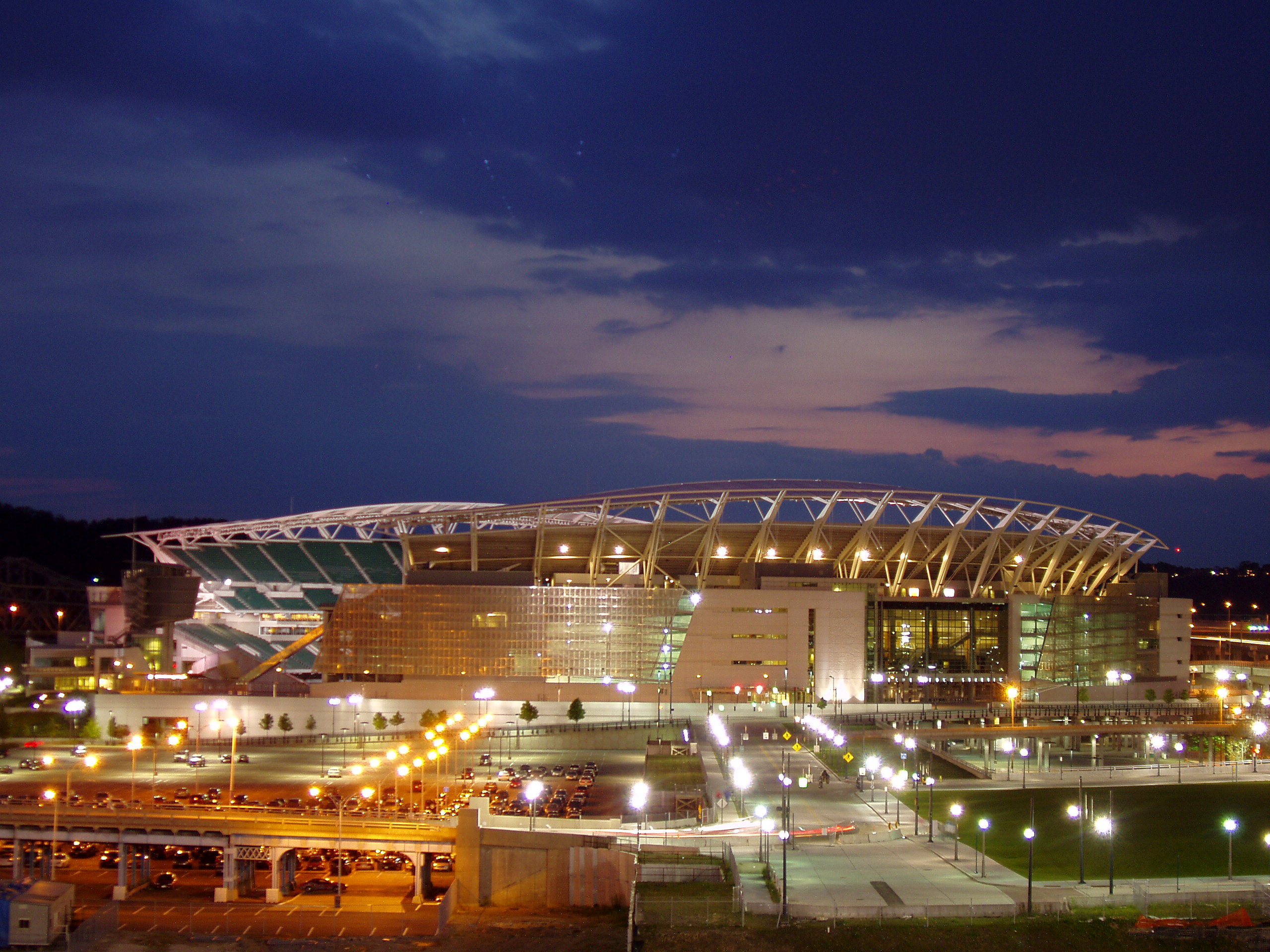
La squadra passò al Paul Brown Stadium nel 2000.

La squadra del 1999 fece leggermente meglio, anche se iniziò perdendo 11 delle prime 10 gare. Blake fu ancora titolare per la maggior parte della stagione, col rookie Akili Smith, scelto come terzo assoluto nel Draft 1999, che ottenne quattro partenze come titolare. Blake passò 2.670 yard e 16 touchdown, vincendo solo tre gare, mentre Smith mise subito in mostra le difficoltà che avrebbero caratterizzato la sua carriera, lanciando due touchdown e sei intercetti. Anche se l'attacco faticò, Dillon corse 1.200 yard e Scott superò le mille yard ricevute, guidando la squadra in ricezioni, yard e touchdown. Pickens invece ricevette solo 57 passaggi per 737 yard, dimostrandosi ampiamente critico verso Coslet nel finale di stagione, denunciando la decisione della squadra di confermare l'allenatore malgrado le ultime due stagioni.
Dopo la stagione 1999, i Bengals decisero di modificare gran parte del loro roster. A Blake fu consentito di diventare free agent, firmando coi New Orleans Saints. Pickens fu svincolato e giocò la sua ultima stagione coi Tennessee Titans. Scott non scese mai in campo nella stagione 2000 e Smith fu nominato titolare. Il fulcro dell'attacco avrebbero dovuto essere Dillon, Scott e la pubblicizzata scelta del primo giro del draft, Peter Warrick. Nella prima gara, i Bengals faticarono con gli appena riformati Cleveland Browns, perdendo 24-7. La settimana successiva, i Jacksonville Jaguars batterono Cincinnati 14-0. Dopo la terza sconfitta consecutiva, un 37-0 contro i Baltimore Ravens futuri vincitori del Super Bowl, Coslet si dimise e la squadra passò in mano al coordinatore difensivo Dick LeBeau. Malgrado i considerevoli successi ottenuti dalle difese di LeBeau nella sua carriera, i Bengals sotto la sua guida terminarono solamente con record rispettivamente di 4–9, 6–10 e 2–14 nel 2002, la peggiore stagione della storia della franchigia, alla fine della quale fu licenziato.
Nella stagione 2000, intanto, i Bengals passarono a giocare nel nuovo Paul Brown Stadium, col figlio del fondatore Mike Brown che decise di non associare il nome dello stadio a nessun contratto pubblicitario, in onore alla memoria del padre.

## 2003-presente: l'era di Marvin Lewis

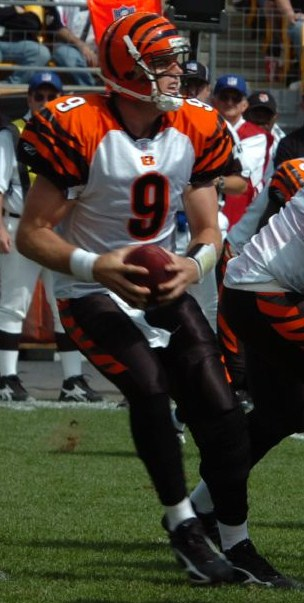
Il quarterback Carson Palmer.

### 2003-2010: gli anni di Carson Palmer
Marvin Lewis fu nominato nono capo-allenatore dei Cincinnati Bengals il 14 gennaio 2003, superando la concorrenza di Tom Coughlin e Mike Mularkey. In possesso della prima scelta assoluta nel Draft 2003, la squadra scelse da USC il quarterback vincitore dell'Heisman Trophy Carson Palmer, ma decise nella sua prima stagione di non farlo scendere in campo, affidandosi al veterano Jon Kitna, firmato come free agent nel 2001, che a fine anno fu premiato con l'NFL Comeback Player of the Year Award. Malgrado le buone prestazioni di Kitna, a Palmer fu affidato il ruolo di titolare nel 2004, con il veterano che si adattò bene nel ruolo mentore per il giovane quarterback. Dopo due stagioni consecutive con un record di 8-8 nel 2003 e 2004, Lewis riportò i Bengals riportò i Bengals al ruolo di contendenti per il titolo grazie a un nucleo di giovani giocatori come Palmer, il running back Rudi Johnson, i ricevitori Chad Johnson e T.J. Houshmandzadeh e i defensive back Tory James e Deltha O'Neal.

#### 2005
Nella stagione 2005, Cincinnati partì per la prima volta con un record di 3-0 dalla stagione 1990. Dopo avere vinto anche la quarta partita, la squadra subì la prima sconfitta stagionale nella settimana 5. Il 4 dicembre, con una vittoria per 38-31 sui Pittsburgh Steelers, il club si assicurò la prima stagione con un record positivo dal 1990. Due settimane dopo giunse il titolo della AFC North e la prima apparizione ai playoff da quindici anno con un 41–17 sui Detroit Lions. Carson Palmer stabilì un record di franchigia con 32 passaggi da touchdown e fu il primo quarterback della storia dei Bengals a concludere una stagione con un passer rating a tre cifre. Anche Deltha O'Neal stabilì un primato di franchigia con dieci intercetti.

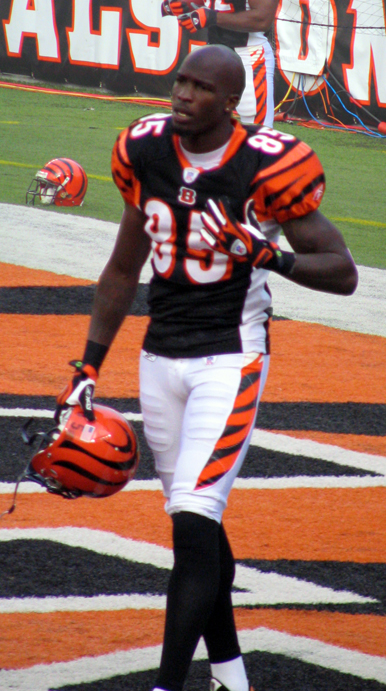
Chad Johnson fu convocato per sei Pro Bowl coi Bengals.

L'8 gennaio 2006, i Bengals ospitarono la loro prima gara di playoff al Paul Brown Stadium, contro i Pittsburgh Steelers. La loro stella Carson Palmer si infortunò alla seconda giocata della partita, nel primo tentativo di passaggio (che fu un completo da 66 yard per il wide receiver rookie Chris Henry da 66 yard, un record di franchigia nei playoff; anche Henry si infortunò nella stessa giocata) rompendosi il legamento crociato anteriore, lasciando la squadra in mano a Jon Kitna, venendo sconfitta 31-17. Diversi infortuni e risse ebbero luogo in quella gara, dimostrando l'intensa rivalità venuta a crearsi tra le due rivali di division. Molti predissero che quella gara avrebbe acceso ancora di più l'acrimonia tra le due fazioni e alcuni tifosi di Cincinnati ritennero che Palmer dopo quella partita non sarebbe stato più lo stesso.

#### 2006
La stagione 2006 iniziò con i dubbi sulle possibilità di completo recupero del ginocchio di Palmer. La squadra vinse le prime tre partite ma perse diversi giocatori per infortuni e sospensioni, venendo a fare partire diversi rookie come titolari. Nella settimana 4 giunse la prima sconfitta in una gara a senso unico contro i New England Patriots in casa. Dopo la settimana di pausa seguirono una sconfitta contro i Tampa Bay Buccaneers, ancora a secco di vittorie, e una vittoria contro i Carolina Panthers. Cincinnati perse poi le tre successive sfide, contro Atlanta Falcons, Baltimore Ravens e San Diego Chargers. Durante quest'ultima gara, Palmer passò un record di franchigia di 440 yard e Chad Johnson stabilì anch'egli un primato con 260 yard ricevute. La striscia negativa si concluse contro New Orleans, in cui Johnson ricevette altre 190 yard.
I Bengals arrivarono all'ultima gara della stagione ancora in corsa per i playoff, ma una sconfitta contro gli Steelers li fece terminare con un record di 8-8. Johnson chiuse la stagione guidando la NFL in yard ricevute.

#### 2007-2008
I Bengals iniziarono la stagione 2007 con un record di 2-5, con Palmer che subì nove intercetti, il massimo per un giocatore della AFC. Con una sconfitta nella settimana 15, la squadra si assicurò il primo record negativo da quando l'ex vincitore dell'Heisman Trophy divenne il titolare, concludendo con un bilancio di 7-9.
Cincinnati fece ancora peggio nel 2008, quando perse le prime otto partite, prima di battere i Jaguars nella settimana 9. Dopo di ciò, la squadra ospitò gli Eagles, in una gara terminata con un raro pareggio, 13-13. Seguirono tre vittorie e tre sconfitte, terminando con un record di 4-11-1 al terzo posto nella division.

#### 2009
Dopo due cattive stagioni, ci si attendeva poco dai Bengals nel 2009, ma i risultati sorpresero tutti. La stagione si aprì con una sconfitta 12-7 contro, ma successivamente Cincinnati vinse quattro partite consecutive, contro Packers, Steelers, Browns e Ravens. La squadra perse in casa contro gli Houston Texans, poi batté Bears, Ravens e Steelers. Nella settimana 11, tuttavia, Cincinnati perse a sorpresa 3-7 contro Raiders. Con un'altra vittoria sui Cleveland, i Bengals vinsero tutte le loro gare della propria division quell'anno. Dopo la gara seguente, Chad Ochocino fu multato di 20.000 dollari dalla NFL per avere indossato un poncho e un sombrero dopo un touchdown (era stato multato anche tre settimane prima per essersi preso gioco degli arbitri). La settimana 14 vide i Bengals spostarsi in Minnesota, dove furono battuti nettamente dai Vikings 30-10. Nella settimana che seguì la partita, una tragedia colpì la squadra quando Chris Henry cadde da un camioncino dopo una disputa domestica, morendo per le ferite riportate. La squadra perse contro San Diego ma con una vittoria sui Kansas City Chiefs si assicurò il titolo di division e la seconda partecipazione ai playoff dal 1990. Nel primo turno di playoff, a Cincinnati, la squadra fu eliminata dai Jets 24-14.

#### 2010
La più grande acquisizione dell'estate 2010 dei Bengals fu il wide receiver veterano Terrell Owens, firmato a luglio. La mossa fu controversa dal momento che Owens, trentaseienne, aveva creato considerevoli problemi mentre giocava a San Francisco, Philadelphia e Dallas. Forse ancora più controversa fu, però, la firma del cornerback Adam "Pacman" Jones, che era stato coinvolto in una sparatoria in un nightclub di Las Vegas nel 2007.
Cincinnati iniziò il 2010 perdendo in trasferta contro i Patriots, poi si spostò in casa, vincendo su Baltimore. Nella settimana 3 batté facilmente i Panthers in trasferta, perdendo poi contro Cleveland e Tampa Bay e arrivando alla settimana di pausa su un record di 2-3. Dopo sconfitte contro Atlanta, Miami e Pittsburgh, i Bengals arrivarono alla vigilia della settimana 10 con un record di 2-3 e praticamente già fuori dalla lotta per i playoff. Seguirono altre sconfitte che fecero terminare alla squadra l'annata con un record di 4-12.

### 2011-2019: gli anni di Andy Dalton e A.J. Green

#### 2011

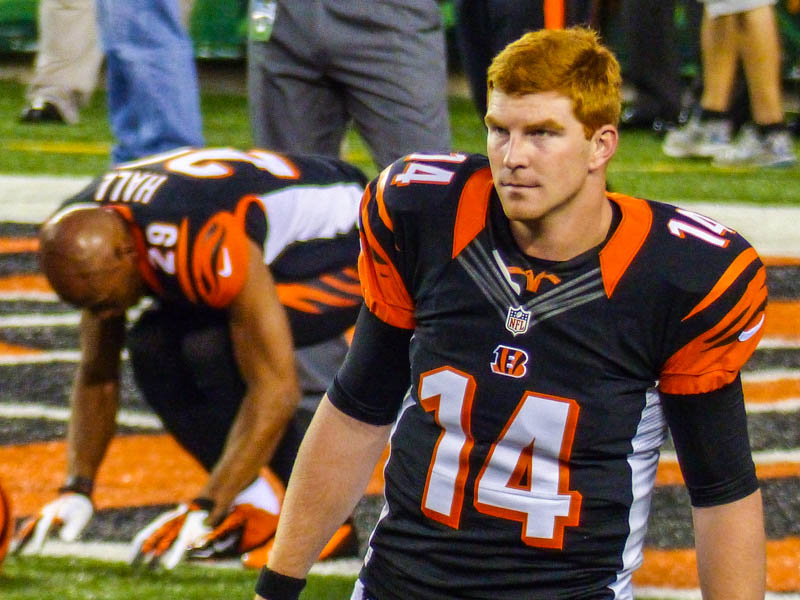
Il quarterback Andy Dalton.

Con la quarta scelta assoluta nel Draft 2011, i Bengals scelsero il wide receiver da Georgia A.J. Green. All'improvviso, prima dell'inizio della stagione, Carson Palmer chiese di essere ceduto. Mike Brown rifiutò categoricamente di cederlo o svincolarlo, così Palmer annunciò la sua intenzione di ritirarsi dalla NFL. Un altro volto noto abbandonò la squadra, quando Chad Ochocinco fu scambiato con New England in agosto. I Bengals decisero così di affidarsi al quarterback rookie, scelto nel secondo giro del draft, Andy Dalton come loro titolare. Il 17 ottobre Palmer, che stava scioperando dal rifiuto di Brown di cederlo, fu scambiato con gli Oakland Raiders per due scelte del primo giro nel 2012 e 2013. Dalton a fine anno fu convocato per il Pro Bowl e i Bengals terminarono con un record di 9-7 e il sesto posto nel tabellone dei playoff della AFC. Nel primo turno di playoff furono sconfitti dagli Houston Texans 31-10.

#### 2012
I Bengals ebbero una partenza difficile nella prima gara del 2012, perdendo nettamente contro i Ravens futuri vincitori del Super Bowl per 44-13. Seguirono tre vittorie consecutive contro Browns, Redskins e Dolphins. Nella settimana 6, i Bengals furono superati dai Browns ancora a secco di vittorie.

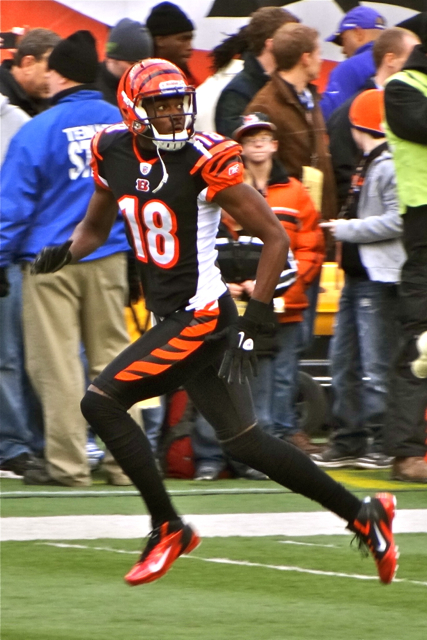
A.J. Green si impose subito come uno dei miglior ricevitori della lega.

Nella settimana 10 i Bengals ottennero una netta vittoria sui New York Giants campioni in carica con Dalton che giocò un'ottima prova passando 4 touchdown, senza alcun intercetto. Seguirono vittorie contro i Chiefs, i Raiders guidati da Palmer e Philadelphia. La settimana seguente, con una vittoria sugli Steelers, Cincinnati si assicuro la seconda partecipazione ai playoff consecutiva.
Nel primo turno di playoff i Bengals, come l'anno precedente, furono eliminati dagli Houston Texans. Dalton faticò per tutta la partita, iniziando a sollevare i primi dubbi sul suo valore a lungo termine.

#### 2013
Nel Draft 2013, i Bengals selezionarono il tight end Tyler Eifert nel primo giro e il running back Giovani Bernard nel secondo giro. La stagione regolare iniziò con una sconfitta contro i Chicago Bears. La settimana successiva giunse la prima vittoria stagionale sugli Steelers. I Bengals vinsero poi anche coi Packers malgrado molti palloni persi. Dopo una brutta sconfitta coi Browns, Cincinnati inflisse la prima sconfitta stagionale ai Patriots. La domenica seguente i Bengals vinsero la prima gara dell'anno in trasferta contro i Bills. Nella settimana 7 contro i Detroit Lions, Dalton terminò col miglior passer rating in carriera (135,9) passando 372 yard e tre touchdown nella vittoria all'ultimo secondo. L'ottimo stato di forma del quarterback proseguì la domenica successiva in cui stabilì un nuovo primato personale lanciando 5 touchdown (4 per Marvin Jones) nella nettissima vittoria per 49-9 sui Jets.
La brillante serie di prestazioni di Dalton si concluse nel peggiore dei modi nel Thursday Night della settimana 9 contro i Dolphins quando subì tre intercetti e, soprattutto, il sack nei supplementari di Cameron Wake che diede origine ad una safety e alla conseguente vittoria degli avversari. Seguì un'altra sconfitta ai supplementari coi Ravens, che tenne gli avversari in corsa per la vittoria della division. Nella settimana 11, Bengals riuscirono a ribaltare uno svantaggio di 13-0 nel primo quarto vincendo alla fine nettamente coi Browns.

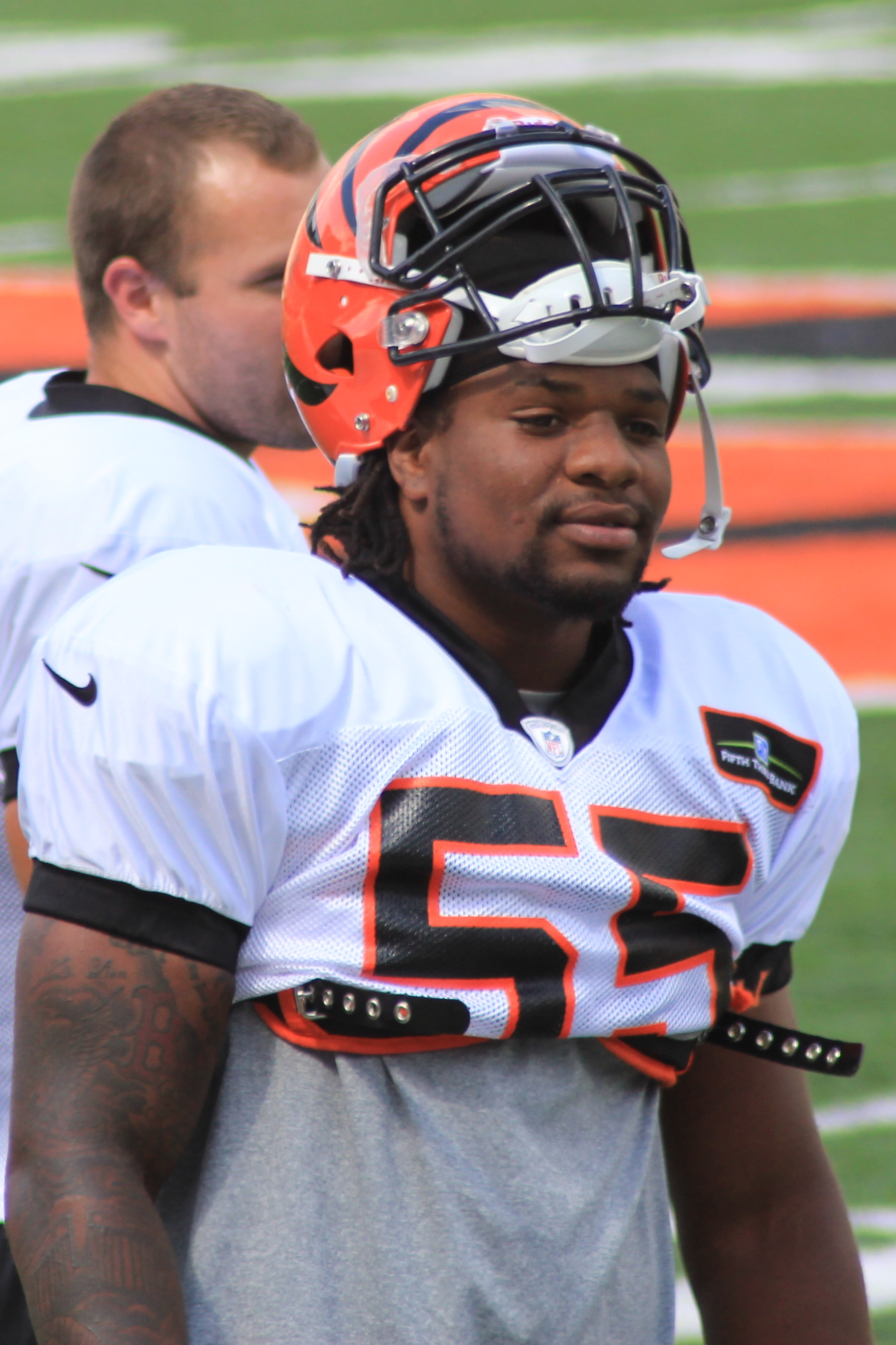
Vontaze Burfict guidò la NFL in tackle nel 2013.

Dopo la settimana di pausa, i Bengals mantennero due gare di vantaggio sui Ravens in testa alla NFC North battendo i Chargers dopo di che batterono i Colts. Avendo la meglio sui Vikings nella settimana 16, i Bengals ottennero la loro terza qualificazione ai playoff consecutiva, un fatto senza precedenti per la franchigia. Nell'ultima sfida della stagione Cincinnati batté Baltimore concludendo l'annata imbattuta in casa, in una gara in cui Dalton superò i primati di franchigia stagionali di Palmer per yard passate e passaggi da touchdown. A.J. Green divenne invece il solamente il secondo giocatore della storia (dopo Randy Moss) a ricevere almeno mille yard in tutte le prime tre stagioni come professionista. Il linebacker Vontaze Burfict, firmato dopo non essere stato scelto nel Draft 2012, guidò la NFL con 171 tackle.
Malgrado i favori del pronostico, i Bengals furono eliminati per il terzo anno consecutivo nel primo turno dei playoff, questa volta in casa per mano dei San Diego Chargers. Dalton mostrò ancora una volta tutti i limiti evidenziati negli anni precedenti, terminando con 334 yard passate e un touchdown ma soprattutto perdendo tre palloni importanti, due subendo intercetti e uno commettendo un fumble dopo un tentativo di corsa.

#### 2014
Il 2014 dei Bengals iniziò vincendo tutte le prime tre gare, contro i Baltimore Ravens, gli Atlanta Falcons e i Tennessee Titans. Dopo la settimana di pausa persero nettamente contro i New England Patriots, futuri vincitori del Super Bowl XLIX, per 43-17 in prima serata. Seguirono un pareggio contro i Carolina Panthers e un'altra netta sconfitta contro gli Indianapolis Colts. La stagione si concluse con un bilancio di 10-5-1 e il quinto posto nel tabellone della AFC. Nel primo turno della post-season persero nuovamente contro i Colts per 26-10, venendo eliminati nel wild card round per il quarto anno consecutivo.

#### 2015
Nel 2015 i Bengals ebbero la miglior partenza della loro storia, vincendo tutte le prime otto partite. Nella settimana 14, mentre stava disputando la miglior stagione a livello statistico in carriera, Andy Dalton si fratturò un pollice mentre cercava di mettere a segno un placcaggio dopo avere subito un intercetto contro Pittsburgh. La squadra si affidò così per il resto della stagione al quarterback al terzo anno A.J. McCarron e con la dodicesima vittoria nell'ultimo turno contro i Ravens pareggiò il record di franchigia del 1981 e 1988, vincendo la propria division. Nel turno delle wild card, Cincinnati fu sconfitta contro gli Steelers per 16–18, diventando la prima squadra della storia ed essere eliminata per cinque anni consecutivi nel primo turno di playoff.

#### 2016
Il 2016 fu una stagione avara di soddisfazioni per i Bengals, che conclusero con un bilancio di 6-9-1 al terzo posto della division, perdendo diversi giocatori chiave per infortunio come A.J. Green, Giovani Bernard e Jeremy Hill. La squadra mancò l'accesso ai playoff per la prima volta dal 2010 e dall'arrivo di Dalton come quarterback titolare. Quell'anno i Bengals disputarono la prima gara della loro storia a Londra, pareggiando 27-27 contro i Washington Redskins.

#### 2017
Nel 2017 i Bengals terminarono ancora con un record negativo mancando i playoff. Fu la prima volta durante l'epoca di Marvin Lewis che vi furono due annate consecutive con bilanci negativi. Una gara degna di nota avvenne nell'ultimo turno quando, contro i Baltimore Ravens, Dalton passò al ricevitore Tyler Boyd il touchdown della vittoria che estromise gli avversari dalla qualificazione ai playoff in favore dei Buffalo Bills. Dopo diverse speculazioni che affermavano il contrario, Lewis e i Bengals siglarono a fine anno un rinnovo contrattuale biennale.

#### 2018: l'ultima stagione di Marvin Lewis
I Bengals iniziarono vincendo tutte le prime tre gare ma fecero male nel resto della stagione terminando con un saldo di 6-10, mancando ancora i playoff. Andy Dalton chiuse ancora in anticipo la sua stagione per infortunio, costringendo il club ad affidarsi a Jeff Driskel come quarterback titolare. A fine anno, i Bengals e Marvin Lewis decisero consensualmente di separarsi dopo tre stagioni senza playoff e un record di 0-7 nella post-season.

#### 2019
Per sostituire Lewis, Cincinnati assunse Zac Taylor, che precedentemente era stato l'allenatore dei quarterback dei Los Angeles Rams. La squadra perse tutte le prime nove partite. Andy Dalton come titolare nelle prime otto prima di venire spostato in panchina in favore del rookie Ryan Finley. Dopo essere scesi a 0-11 per la prima volta nella storia della franchigia, Dalton fu nuovamente nominato titolare. I Bengals ottennero così la prima vittoria nella settimana 13 con un 22–6 contro i New York Jets. Dopo una sconfitta ai supplementari per 38–35 contro i Miami Dolphins nella settimana 16, i Bengals terminarono con un record di 2-14, il peggiore della loro storia assieme a quello del 2002, guadagnando la prima scelta assoluta nel Draft NFL 2020.

### 2020-presente: l'inizio di una nuova era

#### 2020

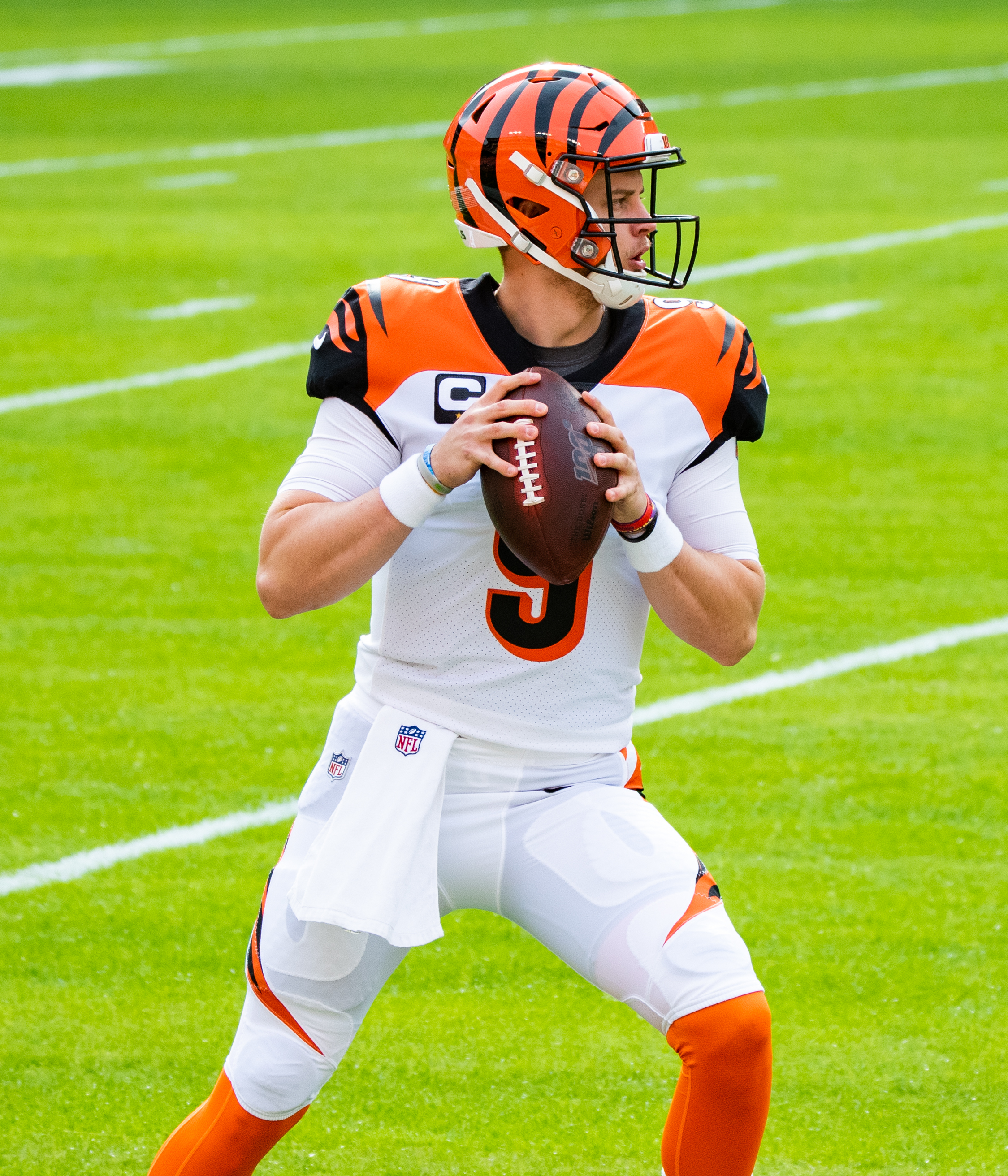
Joe Burrow fu la prima scelta assoluta del Draft 2020

Nel Draft 2020 la squadra scelse come primo assoluto il quarterback da LSU Joe Burrow, fresco vincitore dell'Heisman Trophy. I Bengals iniziarono la stagione con una sconfitta in una gara equilibrata per 16–13 contro i Los Angeles Chargers, seguita da una sconfitta per 35–30 contro i Cleveland Browns. Nella settimana 3, i Bengals incontrarono i Philadelphia Eagles, pareggiando per 23-23. La prima vittoria giunse per 33–25 sui Jacksonville Jaguars nel turno successivo. Nella settimana 5 Cincinnati perse nettamente contro i Baltimore Ravens 27–3. La seconda vittoria arrivò nella settimana 8 a sorpresa contro i Titans. Nell'11º turno contro il Washington Football Team, la promettente stagione del quarterback Burrow si interruppe bruscamente a causa della rottura del legamento crociato anteriore. I Bengals chiusero l'annata su un record di4–11–1, ultimi nella division.

#### 2021: sconfitta nel Super Bowl
Trascinati da Burrow e dal ricevitore rookie Ja'Marr Chase, scelto come quinto assoluto nel Draft NFL 2021, i Bengals chiusero la stagione regolare con un record di 10–7, assicurandosi il titolo della AFC North con una vittoria per 34–31 sui Kansas City Chiefs nel penultimo turno. Cincinnati batté i Las Vegas Raiders nel turno delle wild card per 26–19, la prima vittoria della franchigia dei playoff dal 1990. In seguito batterono i Tennessee Titans numeri 1 del tabellone per 19–16 nel Divisional Round. Una settimana dopo vi fu la rivincita contro i Kansas City Chiefs nella finale della AFC, in cui i Bengals rimontarono da uno svantaggio di 21–3 nel secondo quarto, andando a vincere per 27–24 ai tempi supplementari e qualificandosi per il primo Super Bowl dopo 33 anni. Nel Super Bowl LVI i Bengals affrontarono i Los Angeles Rams, perdendo per 23–20.